# DOCSIS
Data Over Cable System Interface Specifications (DOCSIS) — семейство стандартов передачи данных по сетям кабельного телевидения по коаксиальному (телевизионному) кабелю.

## Версии

### DOCSIS 1.0
Консорциум «CableLabs» в сотрудничестве с широким кругом производителей оборудования выпустил в марте 1997 г. единый стандарт DOCSIS, который призван сменить существовавшие ранее решения на основе фирменных протоколов передачи данных и методов модуляции, несовместимых друг с другом, и должен гарантировать совместимость аппаратуры различных производителей.
В 1998 г. был принят международный стандарт ITU-T  J.112 Annex B. Принятые ITU документы содержат три приложения, учитывающие специфические особенности американского, европейского и японского рынков услуг CATV и используемые в этих регионах стандарты (NTSC, PAL, SECAM). Например, EuroDOCSIS регламентирует принятое для Европы распределение частот прямого и обратного канала, оговаривает работу c полосой 8 МГц.
Стандарт предусматривает передачу данных абоненту по сети кабельного телевидения с максимальной скоростью до 42 Мбит/с (при ширине полосы пропускания 6 МГц и использовании многопозиционной амплитудной модуляции 256 QAM) и получение данных от абонента со скоростью до 10,24 Мбита/с.
Передача данных к пользователю (downstream) — выполняется передающим устройством головного оборудования, называемым CMTS — Cable Modem Termination System. Передача информации от пользователя (upstream) выполняется кабельным модемом. В качестве протокола доступа реализован TDMA (многостанционный доступ с временным разделением каналов).

### DOCSIS 1.1
Выпущен в апреле в 1999 г. и ратифицирован как международный стандарт ITU-T J.112 Annex B (2001). DOCSIS 1.1 предусматривает наличие специальных механизмов, улучшающих безопасность и качество обслуживания (QoS).

### DOCSIS 2.0
Выпущен в декабре 2001 г., ратифицирован как международный стандарт ITU-T J.122 (2002). DOCSIS 2.0 увеличивает полосу восходящего канала с 10 до 30 Мбит/с. Добавлена поддержка в upstream протокола A-TDMA (улучшенный многостанционный доступ с временным разделением каналов) и SCDMA (многостанционный доступ с кодовым разделением каналов)

### DOCSIS 3.0
Выпущен в августе 2006 г., ратифицирован как международный стандарт ITU-T J.222 (2007).
DOCSIS 3.0 позволяет объединять каналы, тем самым увеличивая скорость доступа. Объединяются до 16 прямых и 8 обратных каналов.  Скорость прямого канала до 400+ Мбит/с и до 122+ Мбит/с.
Также в DOCSIS 3.0 появилась поддержка multicast, шифрования AES и др.

### DOCSIS 3.1
Впервые представленная в октябре 2013 года, спецификация DOCSIS 3.1 регламентирует скорость прямого канала 10 Гбит/с и более и 1 Гбит/с обратного канала, за счёт использования схемы модуляции 4096 QAM. Здесь вместо частотного разделения каналов шириной 6 МГц и 8 МГц используются поднесущие шириной от 20 кГц до 50 кГц с OFDM-мультиплексированием. Их можно уложить в спектр шириной вплоть до 200 МГц. DOCSIS 3.1 также регламентирует средства управления энергопотреблением что позволит снизить энергоёмкость индустрии кабельного телевидения.
Новая поправка к стандарту DOCSIS 3.1 позволит сделать скорости прямого и обратного каналов равными (полный дуплекс).
Коммерческое внедрение нового стандарта ожидается в 2019 году.

### DOCSIS 4.0
Стандарт обеспечивает симметричные сервисы, оставаясь обратно совместимым с DOCSIS 3.1. CableLabs выпустила полную спецификацию в октябре 2017 года. Представленный вначале как DOCSIS 3.1 Full Duplex, новый стандарт впоследствии был переименован в DOCSIS 4.0.

## Таблица скоростей
Максимальная скорость синхронизации (максимальная используемая скорость), Мбит/с
| Версия        | DOCSIS              | DOCSIS              | EuroDOCSIS          | EuroDOCSIS          |
| Версия        | Прямой канал (Down) | Обратный канал (Up) | Прямой канал (Down) | Обратный канал (Up) |
| ------------- | ------------------- | ------------------- | ------------------- | ------------------- |
| 1.x           | 42,88 (38)          | 10,24 (9)           | 55,62 (50)          | 10,24 (9)           |
| 2.0           | 42,88 (38)          | 30,72 (27)          | 55,62 (50)          | 30,72 (27)          |
| 3.0 4-channel | +171,52 (+152)      | +122,88 (+108)      | +222,48 (+200)      | +122,88 (+108)      |
| 3.0 8-channel | +343,04 (+304)      | +122,88 (+108)      | +444,96 (+400)      | +122,88 (+108)      |
| 3.1           | 10000               | 2000                | 10000               | 2000                |
| 4.0           | 10000               | 10000               | 10000               | 10000               |